# Hemigraphis ravaccensis
Hemigraphis ravaccensis är en akantusväxtart som beskrevs av Jacob Gijsbert Boerlage. Hemigraphis ravaccensis ingår i släktet Hemigraphis och familjen akantusväxter. Inga underarter finns listade i Catalogue of Life.